# Джърсийски дявол
Джърсийският дявол, наричан и Демон (дявол) от Лийдс, е митично същество (криптид), наблюдаван за първи път в Ню Джърси през 1735 г.

## Произход
Според легенда в бурна нощ през 1735 година жена от Лийдс родила своето 13-о дете. То се родило нормално, но миг по-късно се превърнало в демон и излетяло през отворения прозорец, надавайки зловещ писък.

## Наблюдения
Джърсийският демон е наблюдаван както в Ню Джърси, САЩ, така и в Лийдс и още няколко града във Великобритания. През 1840 дяволът е обвинен за няколко убийства на животни. Подобни атаки са докладвани и през 1841 г., като тогава са били придружени от странни песни и нечовешки крясъци.

### Великобритания
През 1740 свещеник забелязва дявола, който кръжал край църквата.

### САЩ
От 16 до 23 януари 1909 година е периодът на най-многото наблюдения на дявола изобщо. Хиляди хора от САЩ претендират, че са свидетели на дявола от Джърси през периода 16 – 23 януари.

## Легенда
Според Брайън на Дънинг на Skeptoid, народни приказки на дявола Джърси преди 1909 наричайки го Leeds Devil може да са били създадени, за да се дискредитира местен политик Даниел Лийдс, който е служил като заместник на колониален губернатор на Ню Йорк и Ню Джърси през 1700. Дяволът от Джърси си остава регионално неясна легенда, през по-голямата част от 18 и 19 век до серия от предполагаемите наблюдения през 1909 г., придобила отразяване в пресата и по-широка знаменитост. Дънинг пише, че Джърсийския Дяволът е описан във вестниците с жилави прилеповидни крила, тяло на змия и глава на кон, раздвоени копита, опашка като на дявола, и „ужасяващи писъци“.
Други очевидци разказват, че имал глава като на магаре, но с нос и уста като на куче, тяло – смесица между куче и магаре, четири крака с раздвоени копита, от които предните не били използвани често, тъй като най-често съществото ходело на задните си крака. Някои казват, че опашката му завършвала с пискюл, докато други твърдят че изглеждала като опашката на дявола.
Днес, за Дяволът от Джърси се счита, да е повече в сферата на популярната култура, от фолклора.
- 16-и, събота – създанието е видяно да прелита над Удбъри;
- 17-и, неделя – в Бристъл, Пенсилвания, няколко души виждат създание и чуват странни песни;
- 18-и, понеделник – в Бърлингтън са открити следи по снега, които не принадлежат на никое познато животно; има и следи, намерени в няколко други града;
- 19-и, вторник – Нелсън Еванс и неговата съпруга виждат създание и навън през прозореца в 2:30 сутринта;
- 22-ри, петък – последен ден на наблюденията. Много фирми и училища са затворени от страх; дяволът вилнее по улиците и има хиляди очевидци; няма пострадали.

През 1960 г. в един вестник е направена награда от $ 10000 за онзи, който хване дявола жив.
За последно дяволът е наблюдаван на 23 януари 2008 г. в Пенсилвания, като съществото е видяно на покрива на хамбара на един земеделец.
Една легенда гласи:
| „ | Майка Лийдс имаше 12 деца, а след като роди 13-о си дете заяви, че ако тя имаше друго, би било Дявола. През 1735 г. Майка Лийдс е в труда на една бурна нощ се събраха около нея нейните приятели. Майка Лийдс се предполага, че е вещица, a бащата на детето е самият дявол. Детето е родено нормално, но след това си променя формата от нормално бебе в същество с копита, глава на кон, крила на прилеп и раздвоена опашка. Изръмжало и крещяло, а след това убило бабата, преди да отлети през комина. Обиколило селата и се запътилп към боровете. През 1740 духовенството пропъжда демоните в продължение на 100 години и не се виждат отново до 1890. | “ |